# Microrhopala rubrolineata
Microrhopala rubrolineata es una especie de insecto coleóptero de la familia Chrysomelidae. Fue descrita en 1843 por Mannerheim. Se encuentra en California, Texax y México. Contiene cuatro subespecies descritas.